# Burány Nándor (író)
Burány Nándor (eredeti neve: Burányi Nándor) (Zenta, 1932. december 6. – Budapest, 2017. augusztus 1.) vajdasági magyar író, újságíró.

## Életpályája
1951–1954 között az Újvidéki Tanárképző Főiskola magyar-szerb szakos hallgatója volt. 1955–1956 között a zentai gimnázium oktatója volt. 1956–1957 között az Újvidéki Rádió munkatársaként dolgozott. 1957–1962 között az újvidéki Ifjúság Szava újságírója volt. 1960–1963 között az Újvidéki Egyetemen jogot hallgatott. 1962–1991 között a Magyar Szó munkatársa volt. 1992-ben nyugdíjba vonult.

## Művei
- Homok az aszfalton; Fórum, Novi Sad, 1962
- Magunk próbaköve. Egy aktivista naplója (napló, 1964)
- Összeroppanás (regény, 1968)
- Csőd (regény, 1970)
- Különszoba (regény, 1972)
- Hadjárat (regény, 1975)
- Sós Péter boldogsága (1976)
- Kamanci Balázs. Történelmi regény; Forum, Újvidék, 1977 (Jugoszláviai magyar regények)
- Keselyűlegelő. Nándorfehérvár megvédésének igaz története; Fórum, Újvidék, 1979
- Guzsaly (történelmi regény, 1980)
- Megtorlás (ifjúsági regény, 1984)
- Cserbenhagyott.Történelmi regény; Forum, Újvidék, 1985 (Regénypályázat)
- Gyümölcsöskert házzal eladó (vikendnovellák, 1987)
- Margit-híd (regény, 1991)
- A vezérezredes utolsó levele (regény, 2002)
- Articsóka. Regény; Forum, Újvidék, 2011

## Díjai, elismerései
- Neven-díj (1980)
- a Forum regénypályázat második díja (1984)
- Szenteleky Kornél-díj (1991)
- Üzenet-díj (1994)